# برايان هنتر
برايان هنتر (بالإنجليزية: Brian Hunter)‏ هو لاعب كرة قاعدة أمريكي، ولد في 4 مارس 1968 في توررانسي في الولايات المتحدة.

## وصلات خارجية
- برايان هنتر على موقعبيزبول رفرنس.كوم (الدوري الرئيسي) (الإنجليزية)
- برايان هنتر على موقعبيزبول رفرنس.كوم (الدوري الثانوي) (الإنجليزية)